# Копмула
Копмула (каз. Көпмола) — село в Шалкарском районе Актюбинской области Казахстана. Входит в состав Тогызского сельского округа. Код КАТО — 156445280.

## Население
В 1999 году население села составляло 219 человек (116 мужчин и 103 женщины). По данным переписи 2009 года, в селе проживали 183 человека (98 мужчин и 85 женщин).